# Eletti alla Camera dei deputati nelle elezioni politiche italiane del 1994
Questo elenco riporta i nomi dei deputati della XII legislatura della Repubblica Italiana dopo le elezioni politiche del 1994, suddivisi per circoscrizione:

## Maggioritario
| Circoscrizione             | Lista                     | Eletto                         |
| -------------------------- | ------------------------- | ------------------------------ |
| I - Piemonte 1             | Polo delle Libertà        | Luca Basso                     |
| I - Piemonte 1             | Polo delle Libertà        | Alida Benetto Ravetto          |
| I - Piemonte 1             | Alleanza dei Progressisti | Diego Novelli                  |
| I - Piemonte 1             | Alleanza dei Progressisti | Marco Rizzo                    |
| I - Piemonte 1             | Alleanza dei Progressisti | Fausto Bertinotti              |
| I - Piemonte 1             | Alleanza dei Progressisti | Gino Giugni                    |
| I - Piemonte 1             | Polo delle Libertà        | Roberto Ceresa                 |
| I - Piemonte 1             | Polo delle Libertà        | Antonio Cherio                 |
| I - Piemonte 1             | Polo delle Libertà        | Edro Colombini                 |
| I - Piemonte 1             | Polo delle Libertà        | Furio Gubetti                  |
| I - Piemonte 1             | Polo delle Libertà        | Lelio Lantella                 |
| I - Piemonte 1             | Polo delle Libertà        | Lucio Malan                    |
| I - Piemonte 1             | Polo delle Libertà        | Paolo Mammola                  |
| I - Piemonte 1             | Alleanza dei Progressisti | Luciano Violante               |
| I - Piemonte 1             | Polo delle Libertà        | Alessandro Meluzzi             |
| I - Piemonte 1             | Polo delle Libertà        | Salvatore Musumeci             |
| I - Piemonte 1             | Polo delle Libertà        | Pier Corrado Salino            |
| I - Piemonte 1             | Polo delle Libertà        | Riccardo Sandrone              |
| I - Piemonte 1             | Polo delle Libertà        | Michele Vietti                 |
| II - Piemonte 2            | Polo delle Libertà        | Francesco Miroglio             |
| II - Piemonte 2            | Polo delle Libertà        | Flavio Caselli                 |
| II - Piemonte 2            | Polo delle Libertà        | Raffaele Costa                 |
| II - Piemonte 2            | Polo delle Libertà        | Domenico Comino                |
| II - Piemonte 2            | Polo delle Libertà        | Tibaldeo Paolo Franzini        |
| II - Piemonte 2            | Polo delle Libertà        | Paolo Tagini                   |
| II - Piemonte 2            | Polo delle Libertà        | Claudio Percivalle             |
| II - Piemonte 2            | Polo delle Libertà        | Oreste Rossi                   |
| II - Piemonte 2            | Polo delle Libertà        | Gian Piero Broglia             |
| II - Piemonte 2            | Polo delle Libertà        | Valerio Malvezzi               |
| II - Piemonte 2            | Polo delle Libertà        | Roberto Rosso                  |
| II - Piemonte 2            | Polo delle Libertà        | Roberto Lavagnini              |
| II - Piemonte 2            | Polo delle Libertà        | Stefano Aimone Prina           |
| II - Piemonte 2            | Polo delle Libertà        | Luciano Bistaffa               |
| II - Piemonte 2            | Polo delle Libertà        | Vittorio Tarditi               |
| II - Piemonte 2            | Polo delle Libertà        | Emilio Zenoni                  |
| II - Piemonte 2            | Polo delle Libertà        | Mauro Polli                    |
| III - Lombardia 1          | Polo delle Libertà        | Umberto Bossi                  |
| III - Lombardia 1          | Polo delle Libertà        | Luigi Negri                    |
| III - Lombardia 1          | Polo delle Libertà        | Adriano Teso                   |
| III - Lombardia 1          | Polo delle Libertà        | Vittorio Dotti                 |
| III - Lombardia 1          | Polo delle Libertà        | Vincenzo Ciruzzi               |
| III - Lombardia 1          | Polo delle Libertà        | Luigi Rossi                    |
| III - Lombardia 1          | Polo delle Libertà        | Stefano Podestà                |
| III - Lombardia 1          | Polo delle Libertà        | Roberto Bernardelli            |
| III - Lombardia 1          | Polo delle Libertà        | Roberto Ronchi                 |
| III - Lombardia 1          | Polo delle Libertà        | Irene Pivetti                  |
| III - Lombardia 1          | Polo delle Libertà        | Alberto di Luca                |
| III - Lombardia 1          | Polo delle Libertà        | Valentina Aprea                |
| III - Lombardia 1          | Polo delle Libertà        | Claudio Graticola              |
| III - Lombardia 1          | Polo delle Libertà        | Franca Valenti                 |
| III - Lombardia 1          | Polo delle Libertà        | Giuseppe Rossetto              |
| III - Lombardia 1          | Polo delle Libertà        | Marcello Lazzati               |
| III - Lombardia 1          | Polo delle Libertà        | Vittorio Lodolo D'Oria         |
| III - Lombardia 1          | Polo delle Libertà        | Elio Vito                      |
| III - Lombardia 1          | Polo delle Libertà        | Maurizio Porta                 |
| III - Lombardia 1          | Polo delle Libertà        | Carlo Usiglio                  |
| III - Lombardia 1          | Polo delle Libertà        | Pierangelo Paleari             |
| III - Lombardia 1          | Polo delle Libertà        | Paolo Romani                   |
| III - Lombardia 1          | Polo delle Libertà        | Carlo Conti                    |
| III - Lombardia 1          | Polo delle Libertà        | Francesco Formenti             |
| III - Lombardia 1          | Polo delle Libertà        | Raffaele Della Valle           |
| III - Lombardia 1          | Polo delle Libertà        | Ludovico Gilberti              |
| III - Lombardia 1          | Polo delle Libertà        | Elisabetta Castellazzi         |
| III - Lombardia 1          | Polo delle Libertà        | Corrado Peraboni               |
| III - Lombardia 1          | Polo delle Libertà        | Alessandro Rubino              |
| III - Lombardia 1          | Polo delle Libertà        | Roberto Grugnetti              |
| III - Lombardia 1          | Polo delle Libertà        | Marco Taradash                 |
| IV - Lombardia 2           | Polo delle Libertà        | Roberto Maroni                 |
| IV - Lombardia 2           | Polo delle Libertà        | Luigi Zocchi                   |
| IV - Lombardia 2           | Polo delle Libertà        | Antonio Marano                 |
| IV - Lombardia 2           | Polo delle Libertà        | Giuseppe Bonomi                |
| IV - Lombardia 2           | Polo delle Libertà        | Giuseppe Leoni                 |
| IV - Lombardia 2           | Polo delle Libertà        | Marco Sartori                  |
| IV - Lombardia 2           | Polo delle Libertà        | Paolo Vigevano                 |
| IV - Lombardia 2           | Polo delle Libertà        | Gabriele Ostinelli             |
| IV - Lombardia 2           | Polo delle Libertà        | Luca Leoni Orsenigo            |
| IV - Lombardia 2           | Polo delle Libertà        | Marco Romanello                |
| IV - Lombardia 2           | Polo delle Libertà        | Alberto Cova                   |
| IV - Lombardia 2           | Polo delle Libertà        | Paolo Oberti                   |
| IV - Lombardia 2           | Polo delle Libertà        | Fiorello Provera               |
| IV - Lombardia 2           | Polo delle Libertà        | Roberto Castelli               |
| IV - Lombardia 2           | Polo delle Libertà        | Alberto Maria Bosisio          |
| IV - Lombardia 2           | Polo delle Libertà        | Roberto Calderoli              |
| IV - Lombardia 2           | Polo delle Libertà        | Giorgio Jannone                |
| IV - Lombardia 2           | Polo delle Libertà        | Luciana Frosio Roncalli        |
| IV - Lombardia 2           | Polo delle Libertà        | Giovanni Pilo                  |
| IV - Lombardia 2           | Polo delle Libertà        | Giovanni Ongaro                |
| IV - Lombardia 2           | Polo delle Libertà        | Piergiorgio Martinelli         |
| IV - Lombardia 2           | Polo delle Libertà        | Antonio Magri                  |
| IV - Lombardia 2           | Polo delle Libertà        | Paolo Devecchi                 |
| IV - Lombardia 2           | Polo delle Libertà        | Giulio Arrighini               |
| IV - Lombardia 2           | Polo delle Libertà        | Flavio Bonafini                |
| IV - Lombardia 2           | Polo delle Libertà        | Daniele Roscia                 |
| IV - Lombardia 2           | Polo delle Libertà        | Guido Baldo Baldi              |
| IV - Lombardia 2           | Polo delle Libertà        | Eugenio Baresi                 |
| IV - Lombardia 2           | Polo delle Libertà        | Salvatore Bellomi              |
| IV - Lombardia 2           | Polo delle Libertà        | Daniele Molgora                |
| IV - Lombardia 2           | Polo delle Libertà        | Vito Gnutti                    |
| IV - Lombardia 2           | Polo delle Libertà        | Francesco Ghiroldi             |
| V - Lombardia 3            | Polo delle Libertà        | Enzo Ravetta                   |
| V - Lombardia 3            | Polo delle Libertà        | Giancarlo Malvestito           |
| V - Lombardia 3            | Polo delle Libertà        | Giacomo De Ghislanzoni Cardoli |
| V - Lombardia 3            | Polo delle Libertà        | Luisella Cavallini             |
| V - Lombardia 3            | Polo delle Libertà        | Andrea Gibelli                 |
| V - Lombardia 3            | Polo delle Libertà        | Emanuele Basile                |
| V - Lombardia 3            | Polo delle Libertà        | Lorenzo Strik Lievers          |
| V - Lombardia 3            | Polo delle Libertà        | Giacomo Galli                  |
| V - Lombardia 3            | Polo delle Libertà        | Uber Anghinoni                 |
| V - Lombardia 3            | Polo delle Libertà        | Tiziana Parenti                |
| V - Lombardia 3            | Alleanza dei Progressisti | Willer Bordon                  |
| VI - Trentino-Alto Adige   | Alleanza Nazionale        | Pietro Mitolo                  |
| VI - Trentino-Alto Adige   | Südtiroler Volkspartei    | Siegfried Brugger              |
| VI - Trentino-Alto Adige   | Südtiroler Volkspartei    | Karl Zeller                    |
| VI - Trentino-Alto Adige   | Südtiroler Volkspartei    | Hans Widmann                   |
| VI - Trentino-Alto Adige   | Polo delle Libertà        | Elisabetta Bertotti            |
| VI - Trentino-Alto Adige   | Polo delle Libertà        | Sergio Chiesa                  |
| VI - Trentino-Alto Adige   | Polo delle Libertà        | Paolo Odorizzi                 |
| VI - Trentino-Alto Adige   | Polo delle Libertà        | Rolando Fontan                 |
| VII - Veneto 1             | Polo delle Libertà        | Alfredo Meocci                 |
| VII - Veneto 1             | Polo delle Libertà        | Enzo Flego                     |
| VII - Veneto 1             | Polo delle Libertà        | Ettore Peretti                 |
| VII - Veneto 1             | Polo delle Libertà        | Mauro Bonato                   |
| VII - Veneto 1             | Polo delle Libertà        | Stefano Signorini              |
| VII - Veneto 1             | Polo delle Libertà        | Antonio Piva                   |
| VII - Veneto 1             | Polo delle Libertà        | Danilo Montanari               |
| VII - Veneto 1             | Polo delle Libertà        | Enrico Hüllweck                |
| VII - Veneto 1             | Polo delle Libertà        | Antonio Magnabosco             |
| VII - Veneto 1             | Polo delle Libertà        | Romano Filippi                 |
| VII - Veneto 1             | Polo delle Libertà        | Alberto Lembo                  |
| VII - Veneto 1             | Polo delle Libertà        | Mario Bortoloso                |
| VII - Veneto 1             | Polo delle Libertà        | Antonio Pasinato               |
| VII - Veneto 1             | Polo delle Libertà        | Emma Bonino                    |
| VII - Veneto 1             | Polo delle Libertà        | Mariella Mazzetto              |
| VII - Veneto 1             | Polo delle Libertà        | Giorgio Vido                   |
| VII - Veneto 1             | Polo delle Libertà        | Vittorio Aliprandi             |
| VII - Veneto 1             | Polo delle Libertà        | Riccardo Pedrale               |
| VII - Veneto 1             | Polo delle Libertà        | Flavio Rodeghiero              |
| VII - Veneto 1             | Polo delle Libertà        | Giuseppe Calderisi             |
| VII - Veneto 1             | Polo delle Libertà        | Vanni Tonizzo                  |
| VII - Veneto 1             | Polo delle Libertà        | Luca Azzano Cantarutti         |
| VIII - Veneto 2            | Polo delle Libertà        | Maurizio Menegon               |
| VIII - Veneto 2            | Polo delle Libertà        | Sandro Trevisanato             |
| VIII - Veneto 2            | Alleanza dei Progressisti | Martino Dorigo                 |
| VIII - Veneto 2            | Polo delle Libertà        | Sante Perticaro                |
| VIII - Veneto 2            | Polo delle Libertà        | Giuliano Godino                |
| VIII - Veneto 2            | Polo delle Libertà        | Enrico Cavaliere               |
| VIII - Veneto 2            | Polo delle Libertà        | Lucio Leonardelli              |
| VIII - Veneto 2            | Polo delle Libertà        | Mauro Michielon                |
| VIII - Veneto 2            | Polo delle Libertà        | Giovanni Meo Zilio             |
| VIII - Veneto 2            | Polo delle Libertà        | Gianpaolo Dozzo                |
| VIII - Veneto 2            | Polo delle Libertà        | Giacomo Archiutti              |
| VIII - Veneto 2            | Polo delle Libertà        | Franco Rocchetta               |
| VIII - Veneto 2            | Polo delle Libertà        | Paolo Bampo                    |
| VIII - Veneto 2            | Polo delle Libertà        | Flavio Devetag                 |
| VIII - Veneto 2            | Polo delle Libertà        | Flavio Trinca                  |
| IX - Friuli-Venezia Giulia | Polo delle Libertà        | Guadalberto Nicolini           |
| IX - Friuli-Venezia Giulia | Polo delle Libertà        | Marucci Vascon                 |
| IX - Friuli-Venezia Giulia | Polo delle Libertà        | Raulle Lovisoni                |
| IX - Friuli-Venezia Giulia | Polo delle Libertà        | Manlio Collavini               |
| IX - Friuli-Venezia Giulia | Polo delle Libertà        | Roberto Asquini                |
| IX - Friuli-Venezia Giulia | Polo delle Libertà        | Carlo Sticotti                 |
| IX - Friuli-Venezia Giulia | Polo delle Libertà        | Paolo Sandro Molinaro          |
| IX - Friuli-Venezia Giulia | Polo delle Libertà        | Francesco Stroili              |
| IX - Friuli-Venezia Giulia | Polo delle Libertà        | Fiordelisa Cartelli            |
| IX - Friuli-Venezia Giulia | Polo delle Libertà        | Edouard Ballaman               |
| X - Liguria                | Polo delle Libertà        | Sonia Viale                    |
| X - Liguria                | Polo delle Libertà        | Fede Latronico                 |
| X - Liguria                | Polo delle Libertà        | Paolo Nan                      |
| X - Liguria                | Alleanza dei Progressisti | Michele Del Gaudio             |
| X - Liguria                | Alleanza dei Progressisti | Giuliano Boffardi              |
| X - Liguria                | Alleanza dei Progressisti | Roberto Di Rosa                |
| X - Liguria                | Alleanza dei Progressisti | Lino De Benetti                |
| X - Liguria                | Polo delle Libertà        | Sergio Castellaneta            |
| X - Liguria                | Alleanza dei Progressisti | Giuseppe Pericu                |
| X - Liguria                | Polo delle Libertà        | Alfredo Biondi                 |
| X - Liguria                | Polo delle Libertà        | Giuseppe Dallara               |
| X - Liguria                | Polo delle Libertà        | Maurizio Balocchi              |
| X - Liguria                | Alleanza dei Progressisti | Marida Bolognesi               |
| X - Liguria                | Alleanza dei Progressisti | Giorgio Bogi                   |
| XI - Emilia-Romagna        | Alleanza dei Progressisti | Ennio Grassi                   |
| XI - Emilia-Romagna        | Alleanza dei Progressisti | Gianni Francesco Mattioli      |
| XI - Emilia-Romagna        | Alleanza dei Progressisti | Nadia Masini                   |
| XI - Emilia-Romagna        | Alleanza dei Progressisti | Giuseppe Ayala                 |
| XI - Emilia-Romagna        | Alleanza dei Progressisti | Denis Ugolini                  |
| XI - Emilia-Romagna        | Alleanza dei Progressisti | Giordano Angelini              |
| XI - Emilia-Romagna        | Alleanza dei Progressisti | Valter Bielli                  |
| XI - Emilia-Romagna        | Alleanza dei Progressisti | Davide Visani                  |
| XI - Emilia-Romagna        | Alleanza dei Progressisti | Luciano Galliani               |
| XI - Emilia-Romagna        | Alleanza dei Progressisti | Alfredo Zagatti                |
| XI - Emilia-Romagna        | Alleanza dei Progressisti | Giuseppe Albertini             |
| XI - Emilia-Romagna        | Alleanza dei Progressisti | Giovanna Grignaffini           |
| XI - Emilia-Romagna        | Alleanza dei Progressisti | Paolo Galletti                 |
| XI - Emilia-Romagna        | Alleanza dei Progressisti | Achille Occhetto               |
| XI - Emilia-Romagna        | Alleanza dei Progressisti | Bruno Solaroli                 |
| XI - Emilia-Romagna        | Alleanza dei Progressisti | Daria Bonfietti                |
| XI - Emilia-Romagna        | Alleanza dei Progressisti | Ugo Boghetta                   |
| XI - Emilia-Romagna        | Alleanza dei Progressisti | Mauro Zani                     |
| XI - Emilia-Romagna        | Alleanza dei Progressisti | Ottaviano Del Turco            |
| XI - Emilia-Romagna        | Alleanza dei Progressisti | Alfonsina Rinaldi              |
| XI - Emilia-Romagna        | Alleanza dei Progressisti | Luciano Guerzoni               |
| XI - Emilia-Romagna        | Alleanza dei Progressisti | Paola Manzini                  |
| XI - Emilia-Romagna        | Alleanza dei Progressisti | Franco Danieli                 |
| XI - Emilia-Romagna        | Alleanza dei Progressisti | Sauro Turroni                  |
| XI - Emilia-Romagna        | Alleanza dei Progressisti | Antonio Soda                   |
| XI - Emilia-Romagna        | Alleanza dei Progressisti | Elena Montecchi                |
| XI - Emilia-Romagna        | Alleanza dei Progressisti | Adriano Vignali                |
| XI - Emilia-Romagna        | Alleanza dei Progressisti | Rocco Caccavari                |
| XI - Emilia-Romagna        | Alleanza dei Progressisti | Vito Fumagalli                 |
| XI - Emilia-Romagna        | Polo delle Libertà        | Paola Martinelli               |
| XI - Emilia-Romagna        | Polo delle Libertà        | Pierluigi Petrini              |
| XI - Emilia-Romagna        | Polo delle Libertà        | Emanuela Cabrini               |
| XII - Toscana              | Alleanza dei Progressisti | Luigi Berlinguer               |
| XII - Toscana              | Alleanza dei Progressisti | Sandra Bonsanti                |
| XII - Toscana              | Alleanza dei Progressisti | Valdo Spini                    |
| XII - Toscana              | Alleanza dei Progressisti | Armando Cossutta               |
| XII - Toscana              | Alleanza dei Progressisti | Pino Arlacchi                  |
| XII - Toscana              | Alleanza dei Progressisti | Francesca Chiavacci            |
| XII - Toscana              | Alleanza dei Progressisti | Vassili Campatelli             |
| XII - Toscana              | Alleanza dei Progressisti | Leonardo Domenici              |
| XII - Toscana              | Alleanza dei Progressisti | Mauro Vannoni                  |
| XII - Toscana              | Alleanza dei Progressisti | Silvano Gori                   |
| XII - Toscana              | Alleanza dei Progressisti | Renzo Innocenti                |
| XII - Toscana              | Alleanza dei Progressisti | Galileo Guidi                  |
| XII - Toscana              | Alleanza dei Progressisti | Sergio Garavini                |
| XII - Toscana              | Alleanza dei Progressisti | Vasco Giannotti                |
| XII - Toscana              | Alleanza dei Progressisti | Enrico Boselli                 |
| XII - Toscana              | Alleanza dei Progressisti | Fabrizio Vigni                 |
| XII - Toscana              | Alleanza dei Progressisti | Giovanni Brunale               |
| XII - Toscana              | Alleanza dei Progressisti | Flavio Tattarini               |
| XII - Toscana              | Alleanza dei Progressisti | Vincenzo Viviani               |
| XII - Toscana              | Alleanza dei Progressisti | Riccardo Canesi                |
| XII - Toscana              | Alleanza dei Progressisti | Fabio Evangelisti              |
| XII - Toscana              | Alleanza dei Progressisti | Carlo Carli                    |
| XII - Toscana              | Alleanza dei Progressisti | Domenico Maselli               |
| XII - Toscana              | Alleanza dei Progressisti | Mauro Paissan                  |
| XII - Toscana              | Alleanza dei Progressisti | Rosanna Moroni                 |
| XII - Toscana              | Alleanza dei Progressisti | Maria Gloria Bracci Marinai    |
| XII - Toscana              | Alleanza dei Progressisti | Roberto Paggini                |
| XII - Toscana              | Alleanza dei Progressisti | Anna Maria Biricotti           |
| XII - Toscana              | Alleanza dei Progressisti | Fabio Mussi                    |
| XIII - Umbria              | Alleanza dei Progressisti | Fabrizio Felice Bracco         |
| XIII - Umbria              | Alleanza dei Progressisti | Ferdinando Adornato            |
| XIII - Umbria              | Alleanza dei Progressisti | Mauro Agostini                 |
| XIII - Umbria              | Alleanza dei Progressisti | Walter Veltroni                |
| XIII - Umbria              | Alleanza dei Progressisti | Maria Rita Lorenzetti          |
| XIII - Umbria              | Alleanza dei Progressisti | Paolo Raffaelli                |
| XIII - Umbria              | Alleanza dei Progressisti | Giuseppe Giulietti             |
| XIV - Marche               | Alleanza dei Progressisti | Giovanni Ferrante              |
| XIV - Marche               | Alleanza dei Progressisti | Italo Cocci                    |
| XIV - Marche               | Alleanza dei Progressisti | Fabrizio Cesetti               |
| XIV - Marche               | Alleanza dei Progressisti | Valerio Calzolaio              |
| XIV - Marche               | Alleanza dei Progressisti | Paola Mariani                  |
| XIV - Marche               | Alleanza dei Progressisti | Luigi Giacco                   |
| XIV - Marche               | Alleanza dei Progressisti | Eugenio Duca                   |
| XIV - Marche               | Alleanza dei Progressisti | Primo Galdelli                 |
| XIV - Marche               | Alleanza dei Progressisti | Luciana Sbarbati               |
| XIV - Marche               | Alleanza dei Progressisti | Vittorio Emiliani              |
| XIV - Marche               | Alleanza dei Progressisti | Maria Lenti                    |
| XIV - Marche               | Alleanza dei Progressisti | Palmiro Ucchielli              |
| XV - Lazio 1               | Polo del Buon Governo     | Silvio Berlusconi              |
| XV - Lazio 1               | Polo del Buon Governo     | Publio Fiori                   |
| XV - Lazio 1               | Polo del Buon Governo     | Fabrizio Sacerdoti             |
| XV - Lazio 1               | Polo del Buon Governo     | Fabrizio Del Noce              |
| XV - Lazio 1               | Polo del Buon Governo     | Giovanni Maelli                |
| XV - Lazio 1               | Alleanza dei Progressisti | Massimo Scalia                 |
| XV - Lazio 1               | Polo del Buon Governo     | Antonio Mazzocchi              |
| XV - Lazio 1               | Polo del Buon Governo     | Pietro Di Muccio               |
| XV - Lazio 1               | Polo del Buon Governo     | Stefano Gaggioli               |
| XV - Lazio 1               | Polo del Buon Governo     | Gustavo Selva                  |
| XV - Lazio 1               | Polo del Buon Governo     | Onorio Antonio Corlesimo       |
| XV - Lazio 1               | Polo del Buon Governo     | Maurizio Gasparri              |
| XV - Lazio 1               | Polo del Buon Governo     | Domenico Gramazio              |
| XV - Lazio 1               | Polo del Buon Governo     | Luciano Ciocchetti             |
| XV - Lazio 1               | Polo del Buon Governo     | Luigi Muratori                 |
| XV - Lazio 1               | Polo del Buon Governo     | Teodoro Buontempo              |
| XV - Lazio 1               | Polo del Buon Governo     | Mario Baccini                  |
| XV - Lazio 1               | Alleanza dei Progressisti | Giovanna Melandri              |
| XV - Lazio 1               | Polo del Buon Governo     | Gianni Alemanno                |
| XV - Lazio 1               | Polo del Buon Governo     | Maurizio Bertucci              |
| XV - Lazio 1               | Polo del Buon Governo     | Francesco Storace              |
| XV - Lazio 1               | Polo del Buon Governo     | Enzo Savarese                  |
| XV - Lazio 1               | Polo del Buon Governo     | Adolfo Urso                    |
| XV - Lazio 1               | Polo del Buon Governo     | Gianfranco Fini                |
| XV - Lazio 1               | Polo del Buon Governo     | Paolo Becchetti                |
| XV - Lazio 1               | Polo del Buon Governo     | Riccardo Calleri               |
| XV - Lazio 1               | Polo del Buon Governo     | Vittorio Messa                 |
| XV - Lazio 1               | Polo del Buon Governo     | Andrea Agnaletti               |
| XV - Lazio 1               | Polo del Buon Governo     | Ugo Cecconi                    |
| XV - Lazio 1               | Polo del Buon Governo     | Mario Masini                   |
| XV - Lazio 1               | Alleanza dei Progressisti | Aldo Settimi                   |
| XV - Lazio 1               | Polo del Buon Governo     | Michele Caccavale              |
| XVI - Lazio 2              | Polo del Buon Governo     | Nicola Parenti                 |
| XVI - Lazio 2              | Polo del Buon Governo     | Giuseppe Lazzarini             |
| XVI - Lazio 2              | Polo del Buon Governo     | Guglielmo Rositani             |
| XVI - Lazio 2              | Polo del Buon Governo     | Riccardo Mastrangeli           |
| XVI - Lazio 2              | Polo del Buon Governo     | Oreste Tofani                  |
| XVI - Lazio 2              | Polo del Buon Governo     | Flavio Tanzilli                |
| XVI - Lazio 2              | Polo del Buon Governo     | Modesto Della Rosa             |
| XVI - Lazio 2              | Polo del Buon Governo     | Vincenzo Zaccheo               |
| XVI - Lazio 2              | Polo del Buon Governo     | Vincenzo Bianchi               |
| XVI - Lazio 2              | Polo del Buon Governo     | Maria Burani Procaccini        |
| XVI - Lazio 2              | Polo del Buon Governo     | Gianfranco Conte               |
| XVII - Abruzzo             | Alleanza dei Progressisti | Franco Aloisi                  |
| XVII - Abruzzo             | Alleanza dei Progressisti | Corrado Paoloni                |
| XVII - Abruzzo             | Alleanza dei Progressisti | Alberto La Volpe               |
| XVII - Abruzzo             | Alleanza dei Progressisti | Serafino Pulcini               |
| XVII - Abruzzo             | Alleanza dei Progressisti | Franco Gerardini               |
| XVII - Abruzzo             | Polo del Buon Governo     | Giovanni Pace                  |
| XVII - Abruzzo             | Alleanza dei Progressisti | Giuseppe Di Lello Finuoli      |
| XVII - Abruzzo             | Alleanza dei Progressisti | Franco Corleone                |
| XVII - Abruzzo             | Alleanza dei Progressisti | Giovanni Di Fonzo              |
| XVII - Abruzzo             | Alleanza dei Progressisti | Miriam Mafai                   |
| XVII - Abruzzo             | Alleanza dei Progressisti | Antonio Saia                   |
| XVIII - Molise             | Polo del Buon Governo     | Eugenio Riccio                 |
| XVIII - Molise             | Polo del Buon Governo     | Cesare Cefaratti               |
| XVIII - Molise             | Alleanza dei Progressisti | Giovanni Di Stasi              |
| XIX - Campania 1           | Polo del Buon Governo     | Alessandra Mussolini           |
| XIX - Campania 1           | Polo del Buon Governo     | Antonio Rastrelli              |
| XIX - Campania 1           | Alleanza dei Progressisti | Giorgio Napolitano             |
| XIX - Campania 1           | Alleanza dei Progressisti | Luigi Marino                   |
| XIX - Campania 1           | Alleanza dei Progressisti | Alfonso Pecoraro Scanio        |
| XIX - Campania 1           | Polo del Buon Governo     | Antonio Parlato                |
| XIX - Campania 1           | Polo del Buon Governo     | Antonio Mazzone                |
| XIX - Campania 1           | Alleanza dei Progressisti | Umberto Ranieri                |
| XIX - Campania 1           | Alleanza dei Progressisti | Giuseppe Gambale               |
| XIX - Campania 1           | Alleanza dei Progressisti | Giuseppe Scotto Di Luzio       |
| XIX - Campania 1           | Polo del Buon Governo     | Vincenzo Basile                |
| XIX - Campania 1           | Alleanza dei Progressisti | Tullio Grimaldi                |
| XIX - Campania 1           | Polo del Buon Governo     | Giuseppe Greco                 |
| XIX - Campania 1           | Polo del Buon Governo     | Antonio Pezzella               |
| XIX - Campania 1           | Polo del Buon Governo     | Vincenzo Nespoli               |
| XIX - Campania 1           | Alleanza dei Progressisti | Michele Giardiello             |
| XIX - Campania 1           | Alleanza dei Progressisti | Gianfranco Nappi               |
| XIX - Campania 1           | Alleanza dei Progressisti | Francesco Manganelli           |
| XIX - Campania 1           | Polo del Buon Governo     | Sergio Cola                    |
| XIX - Campania 1           | Alleanza dei Progressisti | Francesco La Saponara          |
| XIX - Campania 1           | Alleanza dei Progressisti | Salvatore Vozza                |
| XIX - Campania 1           | Polo del Buon Governo     | Antonio Mormone                |
| XIX - Campania 1           | Alleanza dei Progressisti | Annamaria Procacci             |
| XIX - Campania 1           | Alleanza dei Progressisti | Vincenzo Torre                 |
| XIX - Campania 1           | Alleanza dei Progressisti | Aldo Cennamo                   |
| XX - Campania 2            | Alleanza dei Progressisti | Sergio Tanzarella              |
| XX - Campania 2            | Alleanza dei Progressisti | Giacomo De Angelis             |
| XX - Campania 2            | Alleanza dei Progressisti | Mario Gatto                    |
| XX - Campania 2            | Alleanza dei Progressisti | Lorenzo Diana                  |
| XX - Campania 2            | Polo del Buon Governo     | Vincenzo Simonelli             |
| XX - Campania 2            | Polo del Buon Governo     | Mario Landolfi                 |
| XX - Campania 2            | Alleanza dei Progressisti | Pasquale La Cerra              |
| XX - Campania 2            | Polo del Buon Governo     | Alberto Simeone                |
| XX - Campania 2            | Polo del Buon Governo     | Clemente Mastella              |
| XX - Campania 2            | Patto per l'Italia        | Mario Pepe                     |
| XX - Campania 2            | Patto per l'Italia        | Gianfranco Rotondi             |
| XX - Campania 2            | Alleanza dei Progressisti | Alberta De Simone              |
| XX - Campania 2            | Alleanza dei Progressisti | Ferdinando Schettino           |
| XX - Campania 2            | Polo del Buon Governo     | Gaetano Colucci                |
| XX - Campania 2            | Alleanza dei Progressisti | Francesco Calvanese            |
| XX - Campania 2            | Alleanza dei Progressisti | Felice Scermino                |
| XX - Campania 2            | Alleanza dei Progressisti | Isaia Sales                    |
| XX - Campania 2            | Alleanza dei Progressisti | Aldo Trione                    |
| XX - Campania 2            | Polo del Buon Governo     | Teodoro Stefano Tascone        |
| XX - Campania 2            | Polo del Buon Governo     | Franco Cardiello               |
| XX - Campania 2            | Alleanza dei Progressisti | Vincenzo Mattina               |
| XX - Campania 2            | Patto per l'Italia        | Antonio Valiante               |
| XXI - Puglia               | Alleanza dei Progressisti | Fabio Di Capua                 |
| XXI - Puglia               | Polo del Buon Governo     | Francesco Mele                 |
| XXI - Puglia               | Polo del Buon Governo     | Vincenzo Bizzarri              |
| XXI - Puglia               | Polo del Buon Governo     | Paolo Agostinacchio            |
| XXI - Puglia               | Alleanza dei Progressisti | Francesco Bonito               |
| XXI - Puglia               | Alleanza dei Progressisti | Franco Mastroluca              |
| XXI - Puglia               | Polo del Buon Governo     | Adriana Poli Bortone           |
| XXI - Puglia               | Alleanza dei Progressisti | Giuseppe Taurino               |
| XXI - Puglia               | Polo del Buon Governo     | Eugenio Ozza                   |
| XXI - Puglia               | Polo del Buon Governo     | Achille Mariano                |
| XXI - Puglia               | Alleanza dei Progressisti | Massimo D'Alema                |
| XXI - Puglia               | Polo del Buon Governo     | Fedele Pampo                   |
| XXI - Puglia               | Alleanza dei Progressisti | Antonio Rotundo                |
| XXI - Puglia               | Alleanza dei Progressisti | Giovanni Vittorio Battafarano  |
| XXI - Puglia               | Lega d'Azione Meridionale | Pietro Cerullo                 |
| XXI - Puglia               | Polo del Buon Governo     | Antonio Del Prete              |
| XXI - Puglia               | Polo del Buon Governo     | Francesco Paolo Liuzzi         |
| XXI - Puglia               | Polo del Buon Governo     | Carmine Santo Patarino         |
| XXI - Puglia               | Polo del Buon Governo     | Lucio Marengo                  |
| XXI - Puglia               | Polo del Buon Governo     | Giuseppe Tatarella             |
| XXI - Puglia               | Polo del Buon Governo     | Mario Pitzalis                 |
| XXI - Puglia               | Polo del Buon Governo     | Andrea Gissi                   |
| XXI - Puglia               | Polo del Buon Governo     | Onofrio Spagnoletti-Zeuli      |
| XXI - Puglia               | Polo del Buon Governo     | Gaetano Olivieri               |
| XXI - Puglia               | Polo del Buon Governo     | Francesco Maria Amoruso        |
| XXI - Puglia               | Alleanza dei Progressisti | Nichi Vendola                  |
| XXI - Puglia               | Alleanza dei Progressisti | Fabio Perinei                  |
| XXI - Puglia               | Alleanza dei Progressisti | Nicola Magrone                 |
| XXI - Puglia               | Polo del Buon Governo     | Giuseppe Barbieri              |
| XXI - Puglia               | Polo del Buon Governo     | Giovanni Mastrangelo           |
| XXI - Puglia               | Polo del Buon Governo     | Giuseppe Petrelli              |
| XXI - Puglia               | Polo del Buon Governo     | Valentino Manzoni              |
| XXI - Puglia               | Polo del Buon Governo     | Angelo Devicienti              |
| XXI - Puglia               | Polo del Buon Governo     | Vincenzo Epifani               |
| XXII - Basilicata          | Alleanza dei Progressisti | Magda Cornacchione Milella     |
| XXII - Basilicata          | Alleanza dei Progressisti | Donato Pace                    |
| XXII - Basilicata          | Alleanza dei Progressisti | Luigi Porcari                  |
| XXII - Basilicata          | Polo del Buon Governo     | Francesco Michele Barra        |
| XXII - Basilicata          | Alleanza dei Progressisti | Valerio Mignone                |
| XXIII - Calabria           | Polo del Buon Governo     | Alessandro Bergamo             |
| XXIII - Calabria           | Alleanza dei Progressisti | Luigi Saraceni                 |
| XXIII - Calabria           | Alleanza dei Progressisti | Mario Brunetti                 |
| XXIII - Calabria           | Alleanza dei Progressisti | Mario Oliverio                 |
| XXIII - Calabria           | Alleanza dei Progressisti | Sergio De Julio                |
| XXIII - Calabria           | Polo del Buon Governo     | Benito Falvo                   |
| XXIII - Calabria           | Alleanza dei Progressisti | Italo Reale                    |
| XXIII - Calabria           | Polo del Buon Governo     | Elio Colosimo                  |
| XXIII - Calabria           | Alleanza dei Progressisti | Rosario Olivo                  |
| XXIII - Calabria           | Alleanza dei Progressisti | Giancarlo Sitra                |
| XXIII - Calabria           | Polo del Buon Governo     | Domenico Antonio Basile        |
| XXIII - Calabria           | Alleanza dei Progressisti | Giuseppe Soriero               |
| XXIII - Calabria           | Alleanza dei Progressisti | Domenico Bova                  |
| XXIII - Calabria           | Alleanza dei Progressisti | Giuseppe Lombardo              |
| XXIII - Calabria           | Polo del Buon Governo     | Fortunato Aloi                 |
| XXIII - Calabria           | Polo del Buon Governo     | Amedeo Matacena                |
| XXIII - Calabria           | Polo del Buon Governo     | Angela Napoli                  |
| XXIV - Sicilia 1           | Polo del Buon Governo     | Michele Rallo                  |
| XXIV - Sicilia 1           | Polo del Buon Governo     | Nicola Trapani                 |
| XXIV - Sicilia 1           | Polo del Buon Governo     | Mario Caruso                   |
| XXIV - Sicilia 1           | Polo del Buon Governo     | Francesco Paolo Lucchese       |
| XXIV - Sicilia 1           | Polo del Buon Governo     | Salvatore Sparacino            |
| XXIV - Sicilia 1           | Alleanza dei Progressisti | Giuseppe Lumia                 |
| XXIV - Sicilia 1           | Polo del Buon Governo     | Cesare Piacentino              |
| XXIV - Sicilia 1           | Polo del Buon Governo     | Silvio Liotta                  |
| XXIV - Sicilia 1           | Polo del Buon Governo     | Alberto Acierno                |
| XXIV - Sicilia 1           | Polo del Buon Governo     | Enzo Fragalà                   |
| XXIV - Sicilia 1           | Polo del Buon Governo     | Cristina Matranga              |
| XXIV - Sicilia 1           | Polo del Buon Governo     | Guido Lo Porto                 |
| XXIV - Sicilia 1           | Polo del Buon Governo     | Giacomo Baiamonte              |
| XXIV - Sicilia 1           | Polo del Buon Governo     | Francesco Cascio               |
| XXIV - Sicilia 1           | Polo del Buon Governo     | Angelo Bianco                  |
| XXIV - Sicilia 1           | Polo del Buon Governo     | Salvatore Dell'Utri            |
| XXIV - Sicilia 1           | Alleanza dei Progressisti | Carmelo Incorvaia              |
| XXIV - Sicilia 1           | Polo del Buon Governo     | Giovanni Marino                |
| XXIV - Sicilia 1           | Alleanza dei Progressisti | Giuseppe Scozzari              |
| XXIV - Sicilia 1           | Alleanza dei Progressisti | Sebastiano Bongiorno           |
| XXV - Sicilia 2            | Polo del Buon Governo     | Rocco Crimi                    |
| XXV - Sicilia 2            | Polo del Buon Governo     | Santino Pagano                 |
| XXV - Sicilia 2            | Polo del Buon Governo     | Giuseppe Scalisi               |
| XXV - Sicilia 2            | Polo del Buon Governo     | Salvatore D'Alia               |
| XXV - Sicilia 2            | Polo del Buon Governo     | Domenico Nania                 |
| XXV - Sicilia 2            | Polo del Buon Governo     | Nuccio Carrara                 |
| XXV - Sicilia 2            | Polo del Buon Governo     | Rosario Ardica                 |
| XXV - Sicilia 2            | Polo del Buon Governo     | Sebastiano Neri                |
| XXV - Sicilia 2            | Polo del Buon Governo     | Ilario Floresta                |
| XXV - Sicilia 2            | Polo del Buon Governo     | Paolo Tringali                 |
| XXV - Sicilia 2            | Polo del Buon Governo     | Vincenzo Trantino              |
| XXV - Sicilia 2            | Polo del Buon Governo     | Giuseppe Palumbo               |
| XXV - Sicilia 2            | Polo del Buon Governo     | Benito Paolone                 |
| XXV - Sicilia 2            | Polo del Buon Governo     | Luigi Sidoti                   |
| XXV - Sicilia 2            | Polo del Buon Governo     | Giacomo Garra                  |
| XXV - Sicilia 2            | Polo del Buon Governo     | Giuseppe Forestiere            |
| XXV - Sicilia 2            | Polo del Buon Governo     | Michele Stornello              |
| XXV - Sicilia 2            | Polo del Buon Governo     | Nicola Bono                    |
| XXV - Sicilia 2            | Polo del Buon Governo     | Attilio Sigona                 |
| XXV - Sicilia 2            | Polo del Buon Governo     | Enzo Caruso                    |
| XXV - Sicilia 2            | Polo del Buon Governo     | Saverio La Grua                |
| XXVI - Sardegna            | Polo del Buon Governo     | Carmelo Porcu                  |
| XXVI - Sardegna            | Polo del Buon Governo     | Antonello Fonnesu              |
| XXVI - Sardegna            | Polo del Buon Governo     | Giampaolo Nuvoli               |
| XXVI - Sardegna            | Patto per l'Italia        | Gian Piero Scanu               |
| XXVI - Sardegna            | Alleanza dei Progressisti | Angelo Altea                   |
| XXVI - Sardegna            | Alleanza dei Progressisti | Giovanni De Murtas             |
| XXVI - Sardegna            | Alleanza dei Progressisti | Angelo Manca                   |
| XXVI - Sardegna            | Polo del Buon Governo     | Paolo Taddei                   |
| XXVI - Sardegna            | Alleanza dei Progressisti | Oliviero Diliberto             |
| XXVI - Sardegna            | Polo del Buon Governo     | Maria Gabriella Pinto          |
| XXVI - Sardegna            | Polo del Buon Governo     | Piergiorgio Massidda           |
| XXVI - Sardegna            | Polo del Buon Governo     | Gian Franco Anedda             |
| XXVI - Sardegna            | Polo del Buon Governo     | Francesco Onnis                |
| XXVI - Sardegna            | Polo del Buon Governo     | Salvatore Cicu                 |
| XXVII - Valle d'Aosta      | Vallée d'Aoste            | Luciano Caveri                 |

## Proporzionale
| Circoscrizione             | Partito                              | Eletto                        |
| -------------------------- | ------------------------------------ | ----------------------------- |
| I - Piemonte 1             | Partito Democratico della Sinistra   | Mimmo Lucà                    |
| I - Piemonte 1             | Partito Democratico della Sinistra   | Magda Negri                   |
| I - Piemonte 1             | Forza Italia                         | Mariella Cavanna Scirea       |
| I - Piemonte 1             | Lega Nord                            | Mario Borghezio               |
| I - Piemonte 1             | Partito Popolare Italiano            | Alberto Monticone             |
| I - Piemonte 1             | Alleanza Nazionale                   | Ugo Martinat                  |
| II - Piemonte 2            | Partito Democratico della Sinistra   | Livia Turco                   |
| II - Piemonte 2            | Forza Italia                         | Enzo Ghigo                    |
| II - Piemonte 2            | Partito Popolare Italiano            | Giovenale Gerbaudo            |
| II - Piemonte 2            | Alleanza Nazionale                   | Marco Zacchera                |
| II - Piemonte 2            | Lega Nord                            | Sebastiano Fogliato           |
| II - Piemonte 2            | Partito della Rifondazione Comunista | Angelo Muzio                  |
| III - Lombardia 1          | Partito Democratico della Sinistra   | Franco Bassanini              |
| III - Lombardia 1          | Partito Democratico della Sinistra   | Aldo Rebecchi                 |
| III - Lombardia 1          | Partito Democratico della Sinistra   | Carla Stampacchia             |
| III - Lombardia 1          | Forza Italia                         | Ombretta Fumagalli Carulli    |
| III - Lombardia 1          | Forza Italia                         | Mario Valducci                |
| III - Lombardia 1          | Partito Popolare Italiano            | Roberto Formigoni             |
| III - Lombardia 1          | Alleanza Nazionale                   | Ignazio La Russa              |
| III - Lombardia 1          | Patto Segni                          | Giulio Tremonti               |
| III - Lombardia 1          | Lega Nord                            | Daniela Lauber                |
| III - Lombardia 1          | Partito della Rifondazione Comunista | Maria Carazzi                 |
| IV - Lombardia 2           | Partito Democratico della Sinistra   | Adria Bartolich               |
| IV - Lombardia 2           | Partito Democratico della Sinistra   | Alvaro Superchi               |
| IV - Lombardia 2           | Forza Italia                         | Domenico Lo Jucco             |
| IV - Lombardia 2           | Forza Italia                         | Giuliano Urbani               |
| IV - Lombardia 2           | Partito Popolare Italiano            | Giovanni Bianchi              |
| IV - Lombardia 2           | Partito Popolare Italiano            | Mariolina Moioli Viganò       |
| IV - Lombardia 2           | Lega Nord                            | Simonetta Faverio             |
| IV - Lombardia 2           | Lega Nord                            | Roberta Pizzicara             |
| IV - Lombardia 2           | Patto Segni                          | Diego Masi                    |
| IV - Lombardia 2           | Partito della Rifondazione Comunista | Mauro Guerra                  |
| V - Lombardia 3            | Partito Democratico della Sinistra   | Marco Pezzoni                 |
| V - Lombardia 3            | Forza Italia                         | Andrea Merlotti               |
| V - Lombardia 3            | Forza Italia                         | Roberto Cipriani              |
| V - Lombardia 3            | Partito Popolare Italiano            | Gabriele Calvi                |
| V - Lombardia 3            | Lega Nord                            | Luigi Zocchi                  |
| V - Lombardia 3            | Alleanza Nazionale                   | Mirko Tremaglia               |
| VI - Trentino-Alto Adige   | Forza Italia                         | Giancarlo Innocenzi           |
| VI - Trentino-Alto Adige   | Partito Popolare Italiano            | Renzo Gubert                  |
| VII - Veneto 1             | Partito Democratico della Sinistra   | Angela Maria Gritta Grainer   |
| VII - Veneto 1             | Forza Italia                         | Giancarlo Galan               |
| VII - Veneto 1             | Partito Popolare Italiano            | Rosy Bindi                    |
| VII - Veneto 1             | Alleanza Nazionale                   | Nicola Pasetto                |
| VII - Veneto 1             | Patto Segni                          | Elisa Pozza Tasca             |
| VII - Veneto 1             | Lega Nord                            | Marilena Marin                |
| VII - Veneto 1             | Partito della Rifondazione Comunista | Tiziana Valpiana              |
| VIII - Veneto 2            | Partito Democratico della Sinistra   | Adriana Vigneri               |
| VIII - Veneto 2            | Forza Italia                         | Paolo Scarpa Bonazza Buora    |
| VIII - Veneto 2            | Partito Popolare Italiano            | Giovanni Castellani           |
| VIII - Veneto 2            | Lega Nord                            | Diana Battaggia               |
| VIII - Veneto 2            | Alleanza Nazionale                   | Mario Pezzoli                 |
| IX - Friuli-Venezia Giulia | Partito Democratico della Sinistra   | Elvio Ruffino                 |
| IX - Friuli-Venezia Giulia | Partito Popolare Italiano            | Beniamino Andreatta           |
| IX - Friuli-Venezia Giulia | Alleanza Nazionale                   | Roberto Menia                 |
| X - Liguria                | Partito Democratico della Sinistra   | Maura Camoirano               |
| X - Liguria                | Partito Democratico della Sinistra   | Piero Fassino                 |
| X - Liguria                | Forza Italia                         | Tiziana Maiolo                |
| X - Liguria                | Partito Popolare Italiano            | Lorenzo Acquarone             |
| X - Liguria                | Alleanza Nazionale                   | Francesco Marenco             |
| X - Liguria                | Lega Nord                            | Cristoforo Canavese           |
| XI - Emilia-Romagna        | Partito Democratico della Sinistra   | Fulvia Bandoli                |
| XI - Emilia-Romagna        | Partito Democratico della Sinistra   | Laura Pennacchi               |
| XI - Emilia-Romagna        | Partito Democratico della Sinistra   | Lanfranco Turci               |
| XI - Emilia-Romagna        | Forza Italia                         | Pier Ferdinando Casini        |
| XI - Emilia-Romagna        | Forza Italia                         | Carlo Giovanardi              |
| XI - Emilia-Romagna        | Partito Popolare Italiano            | Roberto Pinza                 |
| XI - Emilia-Romagna        | Alleanza Nazionale                   | Stefano Morselli              |
| XI - Emilia-Romagna        | Lega Nord                            | Fabio Dosi                    |
| XI - Emilia-Romagna        | Partito della Rifondazione Comunista | Angela Bellei Trenti          |
| XII - Toscana              | Partito Democratico della Sinistra   | Elena Emma Cordoni            |
| XII - Toscana              | Partito Democratico della Sinistra   | Gianfranco Rastrelli          |
| XII - Toscana              | Partito Democratico della Sinistra   | Anna Maria Serafini           |
| XII - Toscana              | Forza Italia                         | Paolo Arata                   |
| XII - Toscana              | Forza Italia                         | Tina Lagostena Bassi          |
| XII - Toscana              | Forza Italia                         | Umberto Cecchi                |
| XII - Toscana              | Partito Popolare Italiano            | Stefania Fuscagni             |
| XII - Toscana              | Alleanza Nazionale                   | Altero Matteoli               |
| XII - Toscana              | Lega Nord                            | Riccardo Fragassi             |
| XII - Toscana              | Partito della Rifondazione Comunista | Nedo Barzanti                 |
| XII - Toscana              | Patto Segni                          | Alberto Michelini             |
| XIII - Umbria              | Forza Italia                         | Giorgio Bernini               |
| XIII - Umbria              | Alleanza Nazionale                   | Domenico Benedetti Valentini  |
| XIV - Marche               | Partito Democratico della Sinistra   | Nilde Iotti                   |
| XIV - Marche               | Forza Italia                         | Antonio Guidi                 |
| XIV - Marche               | Partito Popolare Italiano            | Paolo Polenta                 |
| XIV - Marche               | Alleanza Nazionale                   | Giulio Conti                  |
| XV - Lazio 1               | Partito Democratico della Sinistra   | Sesa Amici                    |
| XV - Lazio 1               | Partito Democratico della Sinistra   | Carol Beebe Tarantelli        |
| XV - Lazio 1               | Partito Democratico della Sinistra   | Vincenzo Visco                |
| XV - Lazio 1               | Partito Popolare Italiano            | Rocco Buttiglione             |
| XV - Lazio 1               | Alleanza Nazionale                   | Lia Bracci                    |
| XV - Lazio 1               | Partito della Rifondazione Comunista | Famiano Crucianelli           |
| XV - Lazio 1               | Partito della Rifondazione Comunista | Gabriella Pistone             |
| XV - Lazio 1               | Partito della Rifondazione Comunista | Roberto Sciacca               |
| XV - Lazio 1               | Patto Segni                          | Carla Mazzuca Poggiolini      |
| XV - Lazio 1               | Patto Segni                          | Mario Soldani                 |
| XVI - Lazio 2              | Partito Democratico della Sinistra   | Paola Gaiotti De Biase        |
| XVI - Lazio 2              | Forza Italia                         | Francesco D'Onofrio           |
| XVI - Lazio 2              | Partito Popolare Italiano            | Leopoldo Elia                 |
| XVII - Abruzzo             | Forza Italia                         | Roberto Tortoli               |
| XVII - Abruzzo             | Partito Popolare Italiano            | Franco Marini                 |
| XVII - Abruzzo             | Alleanza Nazionale                   | Nino Sospiri                  |
| XVIII - Molise             | Partito Popolare Italiano            | Florindo D'Aimmo              |
| XIX - Campania 1           | Partito Democratico della Sinistra   | Franca Chiaromonte            |
| XIX - Campania 1           | Partito Democratico della Sinistra   | Eugenio Jannelli              |
| XIX - Campania 1           | Forza Italia                         | Marianna Li Calzi             |
| XIX - Campania 1           | Forza Italia                         | Antonio Martusciello          |
| XIX - Campania 1           | Forza Italia                         | Emiddio Novi                  |
| XIX - Campania 1           | Partito Popolare Italiano            | Rosa Russo Jervolino          |
| XIX - Campania 1           | Alleanza Nazionale                   | Nicola Rivelli                |
| XIX - Campania 1           | Patto Segni                          | Ernesto Stajano               |
| XX - Campania 2            | Partito Democratico della Sinistra   | Carmine Nardone               |
| XX - Campania 2            | Forza Italia                         | Luigi Nocera                  |
| XX - Campania 2            | Forza Italia                         | Maretta Scoca                 |
| XX - Campania 2            | Partito Popolare Italiano            | Gabriele De Rosa              |
| XX - Campania 2            | Alleanza Nazionale                   | Nicolò Antonio Cuscunà        |
| XX - Campania 2            | Alleanza Nazionale                   | Antonio Rizzo                 |
| XX - Campania 2            | Patto Segni                          | Enrico Indelli                |
| XXI - Puglia               | Partito Democratico della Sinistra   | Antonio Bargone               |
| XXI - Puglia               | Partito Democratico della Sinistra   | Rosaria Lopedote Gadaleta     |
| XXI - Puglia               | Partito Democratico della Sinistra   | Rosa Stanisci                 |
| XXI - Puglia               | Partito Popolare Italiano            | Giuseppe Giacovazzo           |
| XXI - Puglia               | Partito Popolare Italiano            | Antonio Lia                   |
| XXI - Puglia               | Partito Popolare Italiano            | Giuseppina Servodio           |
| XXI - Puglia               | Alleanza Nazionale                   | Francesco Capitaneo           |
| XXI - Puglia               | Patto Segni                          | Gianni Rivera                 |
| XXI - Puglia               | Partito della Rifondazione Comunista | Maria Celeste Nardini         |
| XXI - Puglia               | Partito della Rifondazione Comunista | Francesco Paolo Voccoli       |
| XXII - Basilicata          | Partito Popolare Italiano            | Angelo Sanza                  |
| XXII - Basilicata          | Alleanza Nazionale                   | Mario Venezia                 |
| XXIII - Calabria           | Partito Democratico della Sinistra   | Simona dalla Chiesa           |
| XXIII - Calabria           | Forza Italia                         | Vittorio Sgarbi               |
| XXIII - Calabria           | Partito Popolare Italiano            | Maria Anna Calabretta Manzara |
| XXIII - Calabria           | Alleanza Nazionale                   | Raffaele Valensise            |
| XXIII - Calabria           | Partito della Rifondazione Comunista | Rita Commisso                 |
| XXIII - Calabria           | Patto Segni                          | Giuseppe Siciliani            |
| XXIV - Sicilia 1           | Partito Democratico della Sinistra   | Ottavio Navarra               |
| XXIV - Sicilia 1           | Partito Democratico della Sinistra   | Antonietta Rizza              |
| XXIV - Sicilia 1           | Forza Italia                         | Mario Ferrara                 |
| XXIV - Sicilia 1           | Forza Italia                         | Gianfranco Micciché           |
| XXIV - Sicilia 1           | Partito Popolare Italiano            | Sergio Mattarella             |
| XXIV - Sicilia 1           | Alleanza Nazionale                   | Franca Marino Buccellato      |
| XXIV - Sicilia 1           | Patto Segni                          | Pietro Milio                  |
| XXV - Sicilia 2            | Partito Democratico della Sinistra   | Anna Finocchiaro              |
| XXV - Sicilia 2            | Partito Democratico della Sinistra   | Tano Grasso                   |
| XXV - Sicilia 2            | Forza Italia                         | Antonio Martino               |
| XXV - Sicilia 2            | Forza Italia                         | Stefania Prestigiacomo        |
| XXV - Sicilia 2            | Alleanza Nazionale                   | Tomasa Salvo                  |
| XXV - Sicilia 2            | Partito Popolare Italiano            | Francesco Parisi              |
| XXV - Sicilia 2            | Patto Segni                          | Antonino Mirone               |
| XXVI - Sardegna            | Partito Democratico della Sinistra   | Gavino Angius                 |
| XXVI - Sardegna            | Forza Italia                         | Beppe Pisanu                  |
| XXVI - Sardegna            | Partito Popolare Italiano            | Antonello Soro                |
| XXVI - Sardegna            | Patto Segni                          | Mariotto Segni                |